# Milovan Bakić
Milovan Bakić, detto Mike (in serbo Милован Бакић?; Belgrado, 20 dicembre 1952), è un ex calciatore jugoslavo naturalizzato canadese, di ruolo attaccante.